# عمر بن الحسين الخرقي
شيخ الحنابلة أبو القاسم عمر بن الحسين بن عبد الله بن أحمد البغدادي، ثم الدمشقي المشهور بـ الخِرَقِيّ (ت. 334 هـ) فقيه حنبلي. تتلمذ على يد أبيه وأبو بكر المروذي وحرب الكرماني وصالح وعبد الله ابني أحمد. قرأ عليه جماعة من شيوخ المذهب منهم عبد الله بن بطة، وأبو الحسن التميمي، وأبو الحسين بن سمعون. الخرقي صاحب المختصر المشهور في مذهب الإمام أحمد، وكان من كبار العلماء، قال القاضي أبو يعلى: «كانت لأبي القاسم مصنفات كثيرة لم تظهر، لأنه خرج من بغداد لما ظهر بها سب الصحابة، فأودع كتبه في دار فاحترقت الدار». قال الذهبي: «قدم دمشق وبها توفي، وقبره ظاهر يزار بمقبرة باب الصغير».

## سيرته
ولد في حدود سنة 299 هـ (الموافق 911م) بـ بغداد.
ووالده أبو علي الحسين بن عبد الله بن أحمد الخرقي الحنبلي المشهور باسم "خليفة المروذي "؛ لكثرة ملازمته له، و الِخرَقِي - بكسر الخاء المعجمة ، وفتح الراء، وفي آخرها القاف - نسبة إلى بيع الثياب والخِرَق.
بدء طلبه العلم في حدود منتصف العقد العاشر من القرن الثاني الهجري.
فلما ظهر سب الصحابة في بغداد، خرج منها إلى دمشق في حدود سنة 321 هـ؛ حيث بقي فيها حتى وفاته سنة 334 هـ، وهو أول حنبلي دفن بدمشق.

## مؤلفاته
كانت له مصنفات كثيرة في المذهب لم ينتشر منها إلا "المختصر" في الفقه؛ لأنه خرج من بغداد لما ظهر فيها سب الصحابة، احترقت الدار التي كانت فيها، ولم تكن قد انتشرت لبعده عن البلد.
- المختصر في الفقه.[18]
- شرح المختصر.[19]
- تفسير.[19]